# Mápa-dákenei
Mápa-dákenei (Irá-Tapuya, Irá, Ira-tapúya, Ira-Tapuya, Mápanai), jedna od lokalnih skupina Indijanaca Baníwa do Içana, iz brazilske države Amazonas. Ime Ira dolazi od njihovih susjeda koji govore nhengatu, a znači med. Sami sebe nazivaju Mápa-dákenei (ponegdje Mapa-Dakenai), u značenju unučad pčele.